# Васютинський Вадим Олександрович
Васютинський Вадим Олександрович (нар. 21 січня 1955) — український психолог, доктор психологічних наук, професор, завідувач лабораторії психології мас та спільнот Інституту соціальної та політичної психології НАПН України.

## Біографія
Васютинський Вадим Олександрович народився 21.01.1955. В 1977 році закінчив відділення психології філософського факультету Київського державного університету ім. Т. Г. Шевченка.
Працював психологом Львівської обласної психіатричної лікарні (1977—1980), асистентом кафедри педагогіки та психології Львівського державного університету імені Івана Франка (1980—1985), інженером-психологом відділу кадрів Львівського виробничого об'єднання «Іскра» (1985—1986), психологом служби сім'ї Львівської міської фірми обрядових послуг (1986—1989), викладачем Київського державного педагогічного інституту іноземних мов (1992—1993).
В 1992 році після закінчення аспірантури Інституту психології АПН України захистив кандидатську дисертацію на тему «Особливості статево-рольового самовизначення хлопчиків-підлітків із неповної сім'ї».
З 1994 року професійна діяльність В. О. Васютинського пов'язана з Інститутом соціальної та політичної психології НАПН України (до 1996 року — Науково-практичним центром політичної психології). Він працював завідувачем лабораторії психології мас та організацій (1994—1998), провідним науковим співробітником лабораторії методології психосоціальних і політико-психологічних досліджень (2001—2007), був докторантом цього інституту (1998—2001). З 2007 року працює завідувачем лабораторії психології мас та спільнот
У 2006 році захистив докторську дисертацію на тему «Інтеракційна психологія влади».

## Наукова діяльність
Васютинський є одним з відомих представників сучасної політичної психології в Україні. Серед найвагоміших наукових результатів — створення інтеракційної теорії влади, в якій всебічно висвітлено соціально-психологічну природу влади як дискурсу інтерсуб'єктної взаємодії, досліджено особистісні, вікові, гендерні, міжстатеві, сімейні, політико-ідеологічні виміри владно-підвладних взаємин.
Васютинський досліджував проблеми психології спільнот, психології бідності як стилю життя, психології масової свідомості та поведінки, проблеми мовно-етнічної ідентичності.
Серед його наукових інтересів — теорія і практика психотерапії, він є сертифікованим фахівцем із групового психоаналізу.
Васютинський є членом Товариства психологів України (з 1989), Асоціації політичних психологів України (з 1995), Української спілки психотерапевтів (з 2000), Української асоціації організаційних психологів і психологів праці (з 2002), Польської асоціації соціальної психології (з 2011).

## Основні наукові праці
- Психологія масової політичної свідомості та поведінки / Відп. ред. В. О. Васютинський. — К. : Док-К, 1997. — 163 с. ISBN 966-95006-9-9
- Васютинський, Вадим. Інтеракційна психологія влади [Архівовано 24 квітня 2019 у Wayback Machine.] / В. Васютинський. — К. : [б.в.], 2005. — 492 с. ISBN 966-7486-27-3
- Васютинський В. О. Психологічні виміри спільноти : монографія / Вадим Васютинський ; НАПН України, Ін-т соц. та політ. психології. — К. : [Золоті ворота], 2010. — 119 с. ISBN 978-966-2246-06-3
- Підвищення престижності україномовного спілкування в студентському середовищі : досвід, проблеми : зб. наук.-метод. матеріалів / НАПН України, Ін-т соц. та політ. психології ; за ред. В. О. Васютинського. — К. : [Міленіум], 2010. — 91 с. ISBN 978-966-8063-10-9
- Російськомовна спільнота в Україні : соціально-психологічний аналіз : монографія / за ред. В. О. Васютинського ; Нац. акад. пед. наук України, Ін-т соц. та політ. психології. — К. ; Кіровоград : Імекс-ЛТД, 2012. — 335 с. ISBN 978-966-189-138-7
- Васютинський Вадим. Винні чи безневинні? Почуття провини в колективній свідомості українців: монографія. — Кропивницький: Імекс-ЛТД, 2022. — 177 с. ISBN 978-966-189-665-8

## Нагороди
- Цінний подарунок Президента України (2005)
- Медаль «Ушинський К. Д.» НАПН України (2014)